# Gérard de Lairesse
Gérard de Lairesse (Lieja, bautizado el 11 de septiembre de 1641- Ámsterdam, junio de 1711) fue un pintor y teórico neerlandés de estilo clasicista, último maestro relevante del Barroco de dicho país.
Se especializó en plasmar temas mitológicos e históricos de la Antigüedad, dentro de un gusto más bien académico, decorativo y de belleza idealizada, con influencias francesas e italianas. Es un personaje actualmente más célebre por el retrato que le hizo Rembrandt que por sus propias creaciones, si bien fue el artista holandés más renombrado de la segunda mitad del siglo XVII. 
Lairesse tuvo una vida con tintes novelescos; padecía sífilis congénita aunque llegó a vivir 70 años. Muy joven tuvo que huir de su ciudad natal por peripecias amorosas. Fue un artista polifacético y de amplia cultura; sus escritos tuvieron influencia en el siglo XVIII, y se interesó también por la música y el teatro.

## Vida y obra
Hijo de Renier Lairesse, un artista de relevancia menor, nació en Lieja en una fecha no segura; le bautizaron el 11 de septiembre de 1641. Se formó con su padre y con Bertholet Flemalle, pero en 1664 tuvo que huir de su ciudad tras una relación amorosa que había terminado tormentosamente. Se instaló en Utrecht; allí fue descubierto por el marchante de arte Gerrit van Uylenburgh, como resultado de lo cual se mudó a Ámsterdam en 1667. 
Fue en esta época, con unos 26 años de edad, cuando posó para un famoso retrato de Rembrandt (Nueva York, Metropolitan Museum). Lairesse aparece enfermizo, con la nariz deforme y demacrado debido a una sífilis congénita. Pero a pesar de su delicada salud, llegaría a vivir 70 años.
El arte de Lairesse evolucionó del estilo de Rembrandt, más bien naturalista y atento a las texturas, hacia un clasicismo opuesto a la tradición holandesa y más próximo a la pujante pintura cortesana francesa. De hecho, Lairesse contribuyó a la penetración del gusto francés en Holanda. Fue apodado «el Poussin holandés», e incluso se le comparó con Rafael Sanzio. 
Produjo mayormente pinturas de gran formato para edificios públicos y mansiones, tanto cuadros como plafones para techo que recrean la pintura al fresco. Sus temas recurrentes son de mitologías y alegorías, aunque también tocó los bíblicos, si bien dentro de la misma estética artificiosa y monumental. Su estilo parece conectar con múltiples artistas italianos y franceses, como Poussin y Pierre Mignard. 
Se pueden mencionar obras como: Aquiles descubierto entre las mujeres (Mauritshuis de La Haya), Alegoría de los cinco sentidos, de 1668 (Glasgow, Museo Kelvingrove), Alegoría de la libertad del comercio (La Haya, Palacio de la Paz), Venus presentando las armas a Eneas (Amberes, Museum Mayer van den Bergh), Hermes y Calipso (Museo de Arte de Cleveland) y El banquete de Cleopatra (Rijksmuseum de Ámsterdam).
Aunque Lairesse pintó con evidente solvencia, no fue tan hábil en el color como en el dibujo: introdujo tonos metálicos por medio de una pincelada pulida, creando contrastes un tanto duros. Su labor como grabador es acaso más estimada. Se pueden citar aguafuertes como La reina Semíramis cazando leones, El sacrificio de Ifigenia (1667)... Muchos se incluyeron en el libro Opus Elegantissimum, editado por Gerard Valck. Esta recopilación reunía tanto grabados originales de Lairesse como otros ajenos basados en sus diseños. Además, Lairesse aportó ilustraciones para escritos de anatomía, y diseñó decorados teatrales. El Museo Británico de Londres posee algunos de sus grabados, que son todavía relativamente abundantes en el mercado.
En 1690 Lairesse quedó ciego, por lo que a partir de entonces se dedicó a la teoría artística. Sus escritos se recopilaron en los libros Fundación del dibujo (1701) y El gran libro de la pintura (1707).
Radicado en La Haya desde 1684, falleció en dicha ciudad en junio de 1711.

## Galería

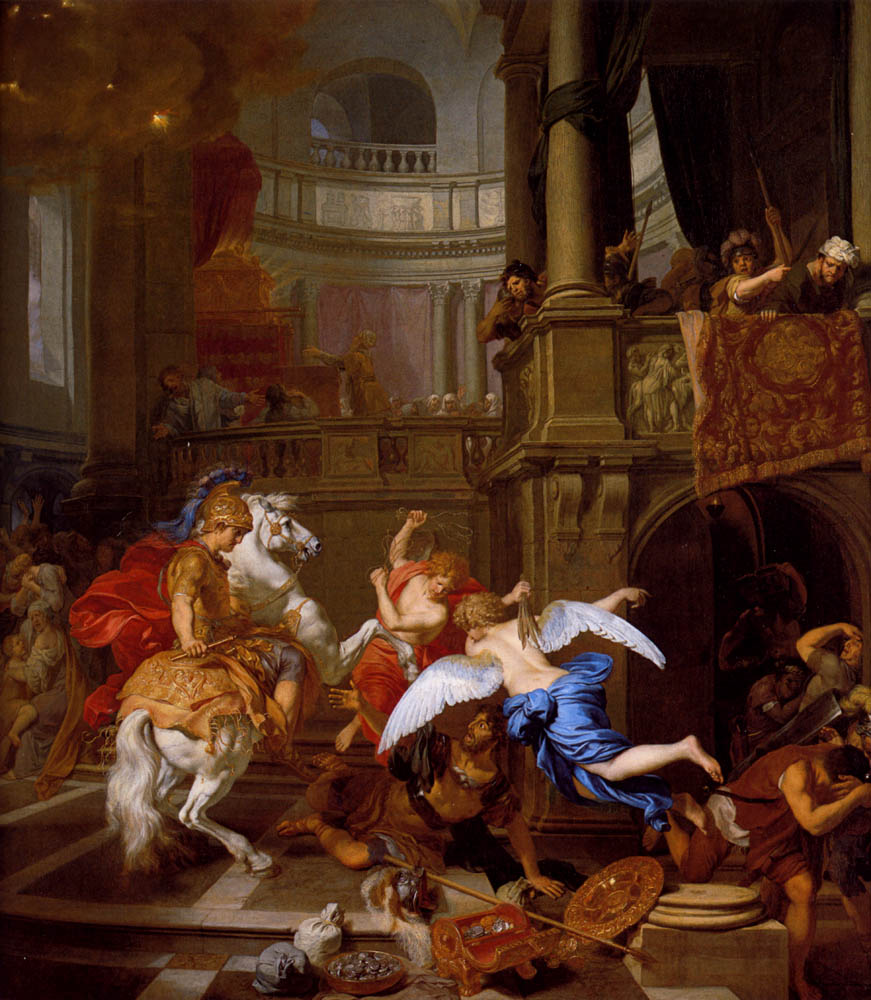
Expulsión de Heliodoro del Templo (1674).
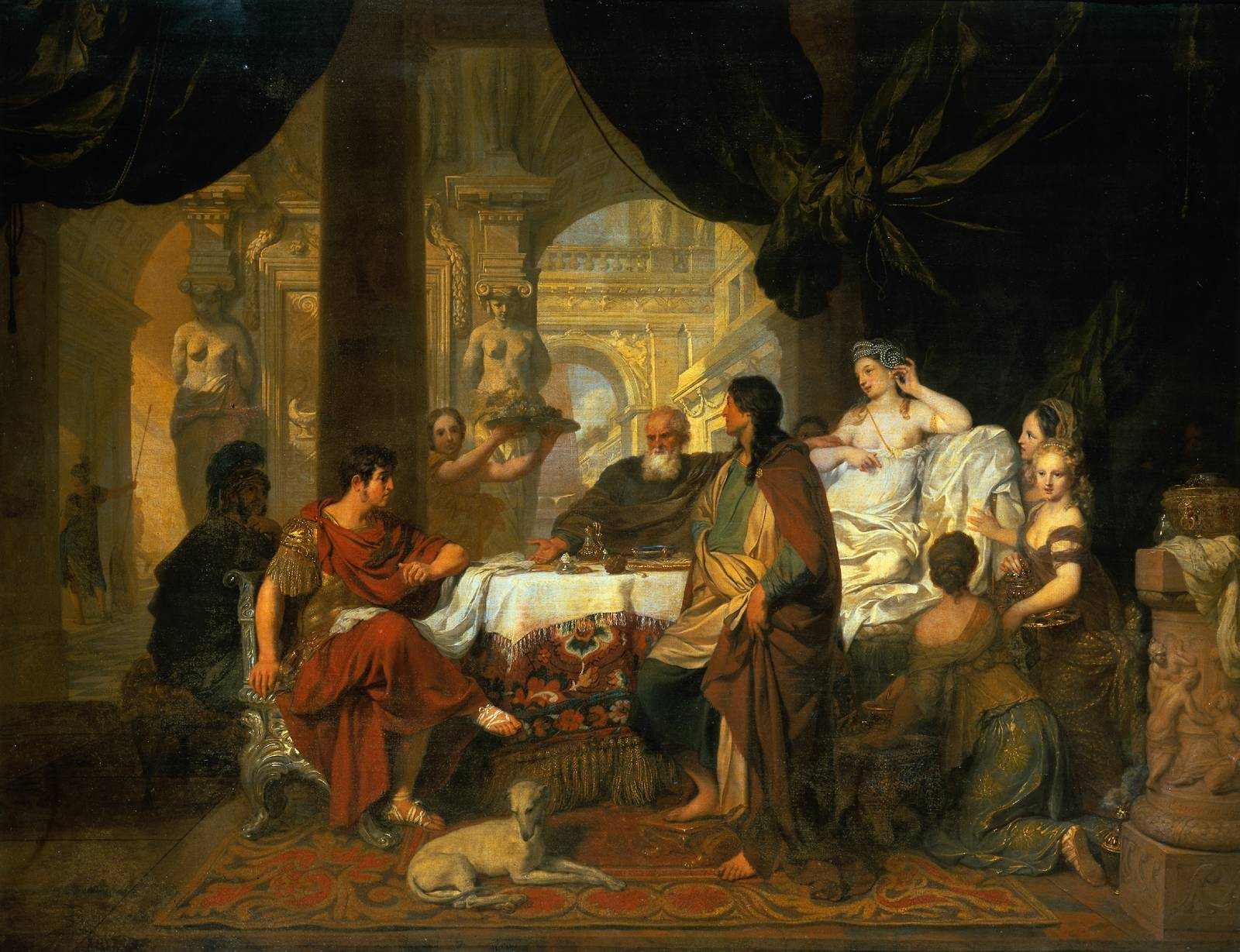
Banquete de Cleopatra (1675).
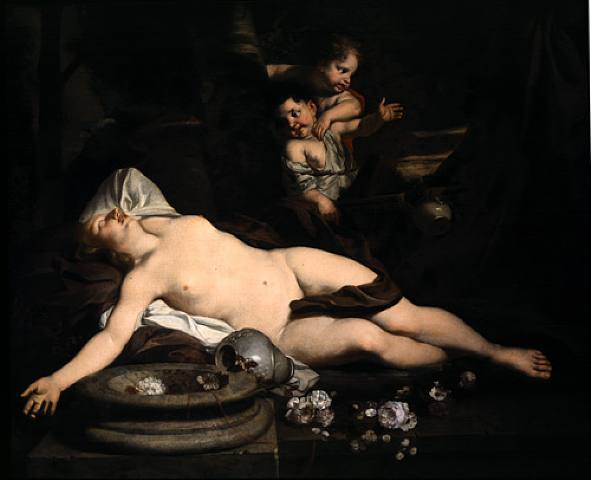
Bacante durmiendo.
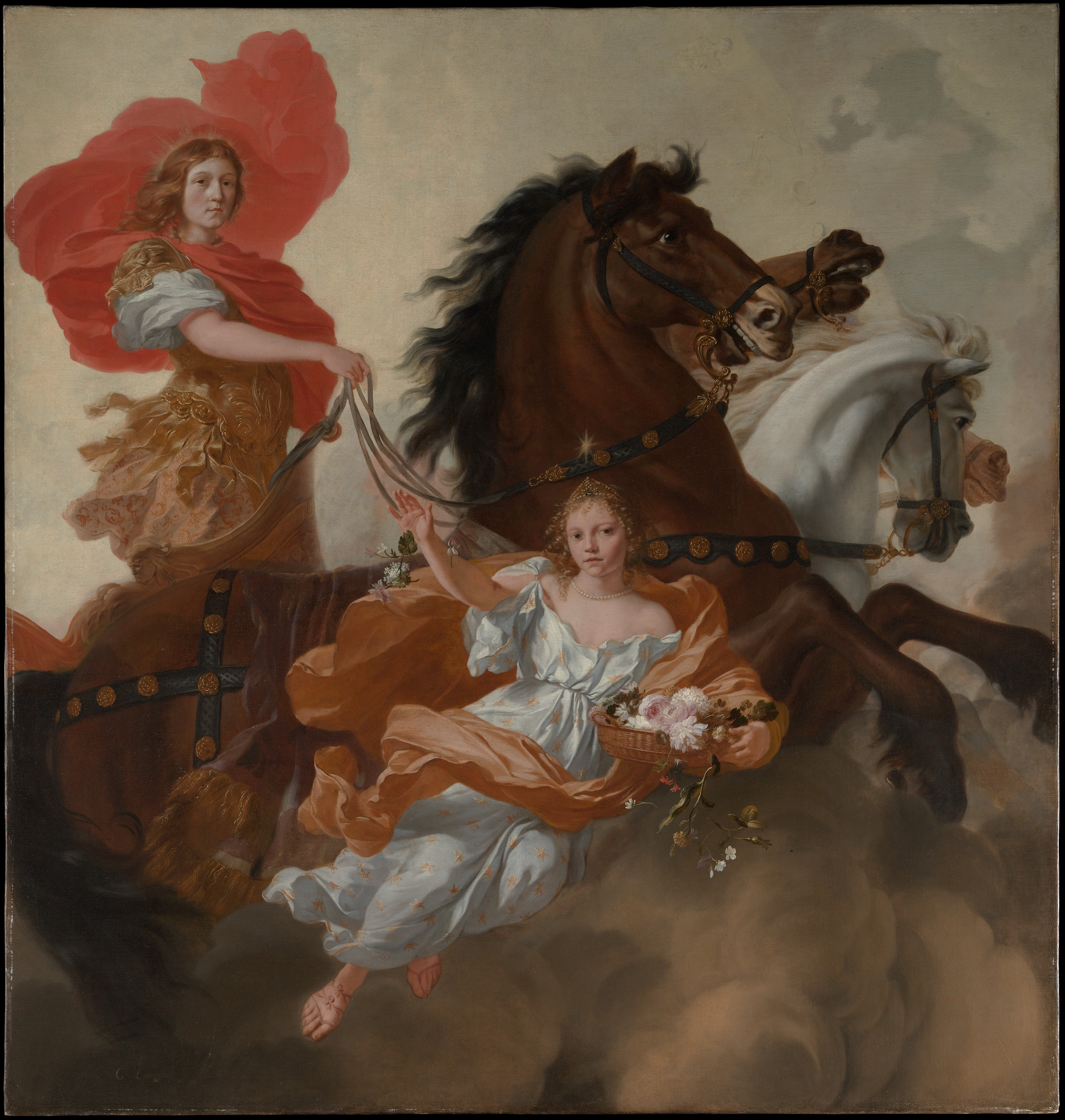
Apolo y la Aurora (1665-1711).